# Ștefan cel Mare (gmina w okręgu Vaslui)
Ștefan cel Mare – gmina w Rumunii, w okręgu Vaslui. Obejmuje miejscowości Bârzești, Brăhășoaia, Călugăreni, Cănțălărești, Mărășeni, Muntenești i Ștefan cel Mare. W 2011 roku liczyła 3160 mieszkańców.